# Malka poljana
Malka poljana (bulgariska: Малка поляна) är en by som ligger i Ajtos kommun, 7 kilometer utanför centralorten, i regionen Burgas i sydöstra Bulgarien. Byns yta är 16,793 km².
Befolkningen (411 invånare) tillhör den muslimska och turkiskspråkiga minoriteten i landet. De kallar själva orten för Kuchuk Alan (dess turkiska namn som betyder "Lilla Ängen").